# Димитър Рашков
Димитър Рашков е български художник и скулптор, майстор на малката пластика.

## Биография
Роден е в град Карлово на 30 ноември 1954 г. Завършва специалност скулптура в Художествената академия през 1981 г. Между 1981 и 1985 година преподава в Художествената гимназия в Казанлък.
От 1986 до 1992 г. Рашков е главен художник на община Карлово и уредник на градската художествена галерия, на която до 2004 г. е директор на обществени начала. През 2000 г. печели конкурс на СБХ за творчески престой в парижкия културен център "Cité des Arts".
Рашков има над 65 самостоятелни и участник в много национални и международни общи художествени изложби.
Членува в Съюза на българските художници и в обществото на художниците „Филипопол“ в Пловдив.
През 2018 г е удостоен с диплом за почетен професор в университета „Александър и Николай Столетови“ в руския град Владимир.